# Bataille de Firket
Guerre des Mahdistes (1881-1899)
Batailles
- Aba
- El Obeid
- Première bataille d'El Teb
- Deuxième bataille d'El Teb
- Tamai
- Trinkitat
- El Eilafun
- Abu Klea
- Abu Kru
- Khartoum
- Kirbekan
- Hashin
- Tofrek
- Ginnis
- Metemma
- Toski
- Agordat
- Barca
- Tokar
- Serobeti
- Agordat
- Kassala
- Gulusit
- 1er Sebderat
- 2e Sebderat
- Mokram
- Tucruf
- Firkat
- Hafir
- Bedden
- Redjaf
- Abu Hamed
- Atbara
- Omdurman
- Fachoda
- Gedaref
- Roseires
- Umm Diwaykarat

La bataille de Firket ou Ferkeh est livrée le 7 juin 1896 pendant la guerre des Mahdistes au Soudan.
Une armée égyptienne composée de 10 bataillons d'infanteriesous commandement britannique et appuyée par une batterie d'artillerie montée surprend un camp mahdiste et anéantit ses défenseurs après une courte bataille. 62 émirs derviches étaient présents dans le camp; quarante-quatre d'entre eux sont tués au combat et quatre capturés.

## Sources
- (en) Philip Warner, Dervish : the rise and fall of an African Empire, Ware, Hertfordshire, Wordsworth Editions, coll. « Wordsworth military library », 2000, 235 p. (ISBN 978-1-84022-246-3)
- (en) George Bruce et Thomas Benfield Harbottle, The Paladin dictionary of battles, Londres, Paladin, 1986, 356 p. (ISBN 978-0-586-08529-5)
- (en) Peter Young et Michael Calvert, A dictionary of battles,  1816-1976, New York, Mayflower Books, 1978, 606 p. (ISBN 978-0-8317-2260-9),